# Liste der Arbeitsminister von Thüringen
Dieser Artikel enthält eine Liste der Arbeitsminister von Thüringen.

## Arbeitsminister Thüringen (seit 1945)
| Name                                                          | Amtsantritt                      | Kabinett                      | Partei                        |
| Landesdirektor für Wirtschaft                                 | Landesdirektor für Wirtschaft    | Landesdirektor für Wirtschaft | Landesdirektor für Wirtschaft |
| ------------------------------------------------------------- | -------------------------------- | ----------------------------- | ----------------------------- |
| Georg Appell                                                  | 16. Juli 1945                    | Paul I                        | SPD/SED                       |
| Minister für Wirtschaft, Arbeit und Verkehr                   |                                  |                               |                               |
| Georg Appell                                                  | 4. Dezember 1946                 | Paul II                       | SED                           |
| Minister für Arbeit und Sozialwesen                           |                                  |                               |                               |
| Georg Appell                                                  | 9. Oktober 1947                  | Eggerath I                    | SED                           |
| Willi Albrecht                                                | 6. Juli 1949                     | Eggerath I                    | SED                           |
| Minister für Industrie und Aufbau                             |                                  |                               |                               |
| Herbert Strampfer                                             | 25. November 1950                | Eggerath II                   | SED                           |
| Minister für Wirtschaft und Arbeit                            |                                  |                               |                               |
| Herbert Strampfer                                             | 2. Mai 1951                      | Eggerath II                   | SED                           |
| Von 1952 bis 1990 existierte kein Land Thüringen              |                                  |                               |                               |
| Minister für Soziales und Gesundheit                          |                                  |                               |                               |
| Hans-Henning Axthelm                                          | 8. November 1990 5. Februar 1992 | Duchač Vogel I                | CDU                           |
| Frank-Michael Pietzsch                                        | 16. September 1992               | Vogel I                       | CDU                           |
| Irene Ellenberger                                             | 30. November 1994                | Vogel II                      | SPD                           |
| Minister für Wirtschaft, Arbeit und Infrastruktur             |                                  |                               |                               |
| Franz Schuster                                                | 1. Oktober 1999                  | Vogel III                     | CDU                           |
| Jürgen Reinholz                                               | 5. Juni 2003                     | Althaus I                     | CDU                           |
| Minister für Wirtschaft, Technologie und Arbeit               |                                  |                               |                               |
| Jürgen Reinholz                                               | 8. Juli 2004                     | Althaus II                    | CDU                           |
| Minister für Wirtschaft, Arbeit und Technologie               |                                  |                               |                               |
| Matthias Machnig                                              | 4. November 2009                 | Lieberknecht                  | SPD                           |
| Uwe Höhn                                                      | 18. Dezember 2013                | Lieberknecht                  | SPD                           |
| Minister für Arbeit, Soziales, Gesundheit, Frauen und Familie |                                  |                               |                               |
| Heike Werner                                                  | 5. Dezember 2014                 | Ramelow I                     | Die Linke                     |
| Ines Feierabend (kommissarisch)                               | 5. Februar 2020                  | Kemmerich                     | Die Linke                     |
| Heike Werner                                                  | 4. März 2020                     | Ramelow II                    | Die Linke                     |
| Minister für Soziales, Gesundheit, Arbeit und Familie         |                                  |                               |                               |
| Katharina Schenk                                              | 13. Dezember 2024                | Voigt                         | SPD                           |